# Roman Jurijovics Szvicskar
Roman Jurijovics Szvicskar (ukránul: Роман Юрійович Свічкар) (Harkiv, 1993. június 18. –) Európa-bajnok, világbajnoki ezüstérmes ukrán párbajtőrvívó.